# Frøya
Frøya is een gemeente en eiland in de Noorse provincie Trøndelag. De gemeente telde 4937 inwoners in januari 2017. Het eiland is door een tunnel verbonden met het eiland Dolmøy in de gemeente Hitra. Naast het hoofdeiland Frøya bestaat de gemeente uit een aantal kleinere eilanden en eilandjes waarvan er een aantal bewoond zijn. 
Plaatsen en bewoonde eilanden in de gemeente Frøya:
- Flatval
- Froan
- Hammarvika
- Måøya
- Nesset
- Sistranda
- Sletta
- Sula
- Titran

In 1906 werd de gemeente in tweeën gedeeld, Nord-Frøya en Sør-Frøya. In 1964 werd die splitsing weer ongedaan gemaakt.
Åfjord · Flatanger · Frosta · Frøya · Grong · Heim · Hitra · Holtålen · Høylandet · Inderøy · Indre Fosen · Leka · Levanger · Lierne · Malvik ·  Melhus · Meråker · Midtre Gauldal · Nærøysund · Namsos · Namsskogan · Oppdal · Orkland · Ørland · Osen · Overhalla · Rennebu · Rindal · Røros · Røyrvik · Selbu · Skaun · Snåsa · Steinkjer · Stjørdal · Trondheim · Tydal · Verdal

Fylker van Noorwegen